# Wyksa
Wyksa (russisch Вы́кса) ist eine Stadt in Russland. Sie hat 56.201 Einwohner (Stand 14. Oktober 2010) und liegt in der Oblast Nischni Nowgorod, 186 km südwestlich von Nischni Nowgorod entfernt.

## Geschichte
Noch im 16. Jahrhundert war in der Gegend des heutigen Wyksa Metallhandwerk verbreitet, was auf die dortigen Eisenerz-Lagerstätten zurückzuführen ist. In den 1760er-Jahren nutzten dies die zwei Brüder Bataschow, zuvor Fabrikanten in der Eisenschmiedestadt Tula, und fingen an, die hiesigen Lagerstätten zu erschließen. Zugleich gründeten sie 1767 eine Metallverarbeitungsfabrik und eine Arbeitersiedlung, die nach einem kleinen Fluss Wyksa benannt wurde.
Seither entwickelte sich der Ort kontinuierlich als Industriestadt mit Schwerpunkt auf Metallverarbeitung. Hier wurde ein breites Sortiment an Eisenwaren produziert, darunter beispielsweise Waffen, Werkzeuge, Blech, Röhren, aber auch Eisengitter, die auch bei der Gestaltung des Moskauer Alexandergartens verwendet wurden. In dem Wyksaer Metallurgiewerk wurde in den Notjahren nach dem Russischen Bürgerkrieg von dem damaligen Direktor Pjotr Wawilow Roheisen im Hochofen mit dem Einsatz von Torf produziert.
Den Status einer Stadt erhielt Wyksa 1934; einige Jahre zuvor wurde es Verwaltungszentrum eines Rajons der Oblast Nischni Nowgorod.
Anfang August 2010 kam die Stadt bei den Waldbränden in der Oblast Nischni Nowgorod zu Schaden.

### Bevölkerungsentwicklung
| Jahr | Einwohner |
| ---- | --------- |
| 1939 | 26.548    |
| 1959 | 40.275    |
| 1970 | 46.371    |
| 1979 | 53.685    |
| 1989 | 61.149    |
| 2002 | 61.657    |
| 2010 | 56.201    |

Anmerkung: Volkszählungsdaten

## Wirtschaft und Verkehr
Auch heute ist Metallverarbeitung der wichtigste Wyksaer Industriezweig. Neben dem Metallurgiewerk gibt es in der Stadt auch Maschinenbau- und Baustofffabriken.
Wyksa hat einen Bahnhof an einer Nebenstrecke, über die es Zugverbindungen nach Murom, Nischni Nowgorod und in andere Städte gibt. 15 km westlich der Stadt besteht an der Oka eine Schiffsanlegestelle und eine Werft.

## Sehenswürdigkeiten

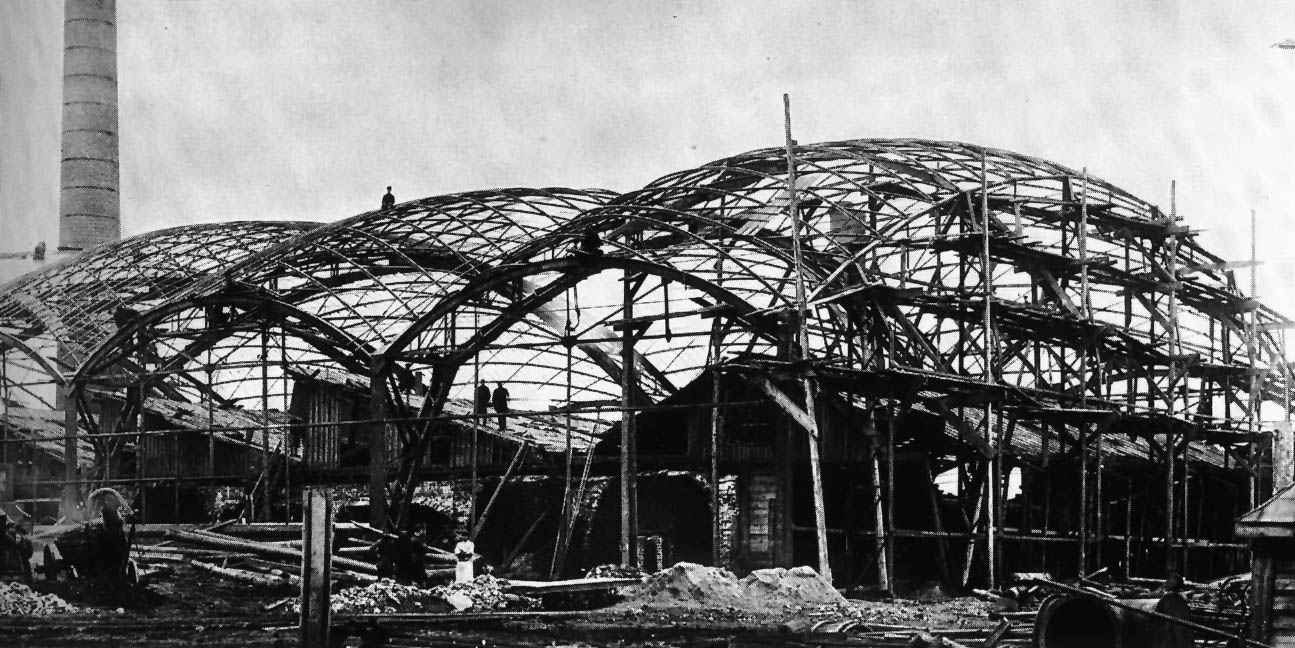
Schuchow-Gitterschale in Wyksa im Bau 1897

Zu den bekanntesten Sehenswürdigkeiten Wyksas gehört das ehemalige Landgut der Bataschow-Brüder mit einem großflächigen Park, der an europäische Schlossparks wie etwa den von Versailles erinnert, außerdem mehrere historische Kirchen und Industriebauten aus dem 18. und 19. Jahrhundert. Hervorzuheben ist dabei ein aus dem Jahr 1897 stammendes Zechengebäude des Metallurgiewerks mit einem gewölbten Stahlnetzdach nach dem Entwurf des berühmten Ingenieurs Wladimir Schuchow.

## Söhne und Töchter der Stadt
- Alexander Kolobnew (* 1981), Radrennfahrer